# چین هائو
چین هائو (چینی: 秦昊; پین‌یین: Qín Hào؛ زادهٔ ۱۹ مه ۱۹۷۸) بازیگر اهل چین است. او به خاطر ایفای نقش در فیلم تب بهاری (۲۰۰۹) شناخته می‌شود.

## اوایل زندگی
چین هائو در سال ۱۹۹۶ وارد آکادمی مرکزی تئاتر شد. او در سال ۲۰۰۰ از، آکادمی مرکزی تئاتر فارغ‌التحصیل شد.

## حرفه
چین نخستین نقش اول مرد خود را در فیلم تب بهاری (۲۰۰۹) ایفا کرد که در شصت و دومین جشنواره فیلم کن به نمایش درآمد، جاییکه برندهٔ جایزه بهترین فیلمنامه شد.

## زندگی شخصی
چین هائو و خواننده آنی یی در سال ۲۰۱۵ ازدواج کردند و یک دختر به نام سیندی (متولد ۲۰۱۶) دارند.